# Арігуані
Арігуані (ісп. Rio Ariguaní) – річка в північній Колумбії, що бере свій початок у гірському масиві Сьєрра-Невада-де-Санта-Марта на території муніципалітету Пуебло-Белло. Є притокою річки Сесар  та протікає з півночі на південь до міста Ель-Пасо.